# アトック (曲)
「アトック」は、藍井エイルの20枚目のシングル。2021年8月4日にリリースされた。

## 概要
前作｢鼓動｣より、2ヶ月ぶりのシングルである。同年7月10日に配信リリースされた。テレビアニメ｢BLUE REFLECTION RAY/澪｣の第2クールOP主題歌。
藍井エイル曰く｢AtoK｣は、｢藍井エイルto過去のカルマ｣である。
カップリング曲として収録されている「僕が死のうと思ったのは」は、中島美嘉の楽曲をカバーしたものである。

## シングル収録内容
通常盤・初回生産限定盤
1. アトック
  - 作詞：Eir 作曲・編曲：津波幸平
2. 金魚草
  - 作詞：烏屋茶房 作曲：Len, Powerless 編曲：Powerless
3. 僕が死のうと思ったのは
  - 作詞・作曲・編曲：秋田ひろむ
4. アトック（Instrumental）

DVD (初回生産限定盤のみ）
1. アトック（MV）

期間生産限定盤
1. アトック
2. 金魚草
3. 僕が死のうと思ったのは
4. アトック（TV size）

DVD
1. TVアニメ「BLUE REFLECTION RAY/澪」第2クールノンクレジットオープニングムービー